# الإسلام في المكسيك

الإسلام في المكسيك هو أحد الأديان الأقلية، ويتمتع أتباعه بحرية الدعوة وبناء المساجد. وفقًا لتعداد عام 2020، يبلغ عدد سكان البلاد نحو 126 مليون نسمة. وتقدر دراسات مركز بيو للأبحاث أن عدد المسلمين في المكسيك كان 60 ألفًا عام 1990، وارتفع إلى 111 ألفًا عام 2010، مع توقعات بوصوله إلى 126 ألفًا بحلول عام 2030.
ومع ذلك، يختلف هذا التقدير عن بيانات المعهد الوطني للإحصاء والجغرافيا (INEGI)، الذي سجل في إحصاء عام 2010 أن عدد من عرّفوا أنفسهم كمسلمين في البلاد بلغ 2500 شخص فقط. يتكون المجتمع الإسلامي في المكسيك بشكل أساسي من الأجانب، وتُشكل الأغلبية السنية النسبة الأكبر منهم.

## التنظيمات
تتركز أنشطة المنظمات الإسلامية في المكسيك اليوم على الدعوة والتوعية الدينية على المستوى المحلي.
المركز الثقافي الإسلامي في مكسيكو (CCIM)، الذي يرأسه عمر وستون، وهو مكسيكي مسلم من أصل بريطاني، ينشط في عدة مدن كبرى شمال ووسط البلاد. يضم المركز في ولاية موريلوس قاعة للصلاة ومرافق ترفيهية وتعليمية ومؤتمرات تحت اسم "دار السلام"، كما يدير فندق "الواحة"، الذي يوفر إقامات متوافقة مع المعايير الإسلامية للمسافرين المسلمين، بالإضافة إلى استقبال غير المسلمين المهتمين بالتعرف على الإسلام..
وكانت هذه الجماعة موضوع دراسة أجراها عالم الأنثروبولوجيا البريطاني مارك ليندلي-هايفيلد من جامعة أبردين البريطانية.
المجموعات الإسلامية الأخرى في المكسيك تشمل:
- فرقة نور أشكي جراحي، وهي جماعة صوفية مولوية ذات أصول تركية، تختلف في طقوسها عن المذاهب السنية الأربعة، ويرأسها الشيخة فاطمة فريحة الجراحي المقيمة في نيويورك، والشيخة أمينة تسليمة..[5]
- المركز السلفي في مكسيكو، وهو مجموعة صغيرة بقيادة محمد عبد الله رويز، نائب برلماني سابق.
- مركز تعليمي إسلامي، يُدار بشكل رئيسي من قبل مسلمين مغتربين من مصر والشرق الأوسط، ويشرف على إصدار جريدة "المركز التعليمي للجالية المسلمة في المكسيك"، التي يديرها عيسى روخاس، وهو مكسيكي اعتنق الإسلام ودرس في جامعة المدينة المنورة.

إلى جانب هذه المؤسسات، توجد جماعات إسلامية صغيرة أخرى تتجمع في مصليات ومساجد منتشرة في مختلف أنحاء المكسيك.

## عدد المسلمين في ولايات المكسيك
| الكيان الفدرالي         | عدد المسلمين (اعتبارًا من 2010) |
| ----------------------- | ------------------------------ |
| المكسيك                 | 3,762                          |
| أغواسكالينتس            | 32                             |
| باها كاليفورنيا         | 190                            |
| باها كاليفورنيا سور     | 20                             |
| ولاية كامبيتشي          | 32                             |
| كواهويلا                | 79                             |
| كوليما                  | 17                             |
| تشياباس                 | 110                            |
| شيواوا                  | 78                             |
| دورانغوا                | 34                             |
| غواناخواتو              | 111                            |
| غيريرو                  | 26                             |
| هيدالغو                 | 38                             |
| خاليسكو                 | 248                            |
| ولاية مكسيكو            | 417                            |
| ميتشواكان               | 60                             |
| موريلوس                 | 98                             |
| ناياريت                 | 17                             |
| نويفو ليون              | 126                            |
| واهاكا                  | 40                             |
| بويبلا                  | 166                            |
| كويريتارو               | 101                            |
| كينتانا رو              | 151                            |
| سان لويس بوتوسي         | 56                             |
| سينالوا                 | 55                             |
| سونورا                  | 45                             |
| تاباسكو                 | 13                             |
| تاماوليباس              | 63                             |
| تلاكسكالا               | 19                             |
| فيراكروز                | 86                             |
| يوكاتان                 | 43                             |
| زاكاتيكاس               | 13                             |
| مقاطعة مكسيكو الاتحادية | 1,178                          |

مع أن الإحصاءات مأخوذة من المركز الوطني للإحصاءات والجغرافيا في 2010 فإن الكثير من المسلمين صرحو أنهم اخفو بأنهم مسلمين وهذا يعني أن العدد قد يتجاوز بنسبة غير محددة
تتالف الشريحة من مهاجرين من عدة بلدان: كباكستان، مصر، الجزائر، المغرب، ثم من المكسيكيين الذين أسلموا السنوات في الأخيرة، خصوصا في النساء

## المسلمين في شياباس
إرتبط مسلمو شياباس بقوة مع. مجتمع المرابطون الإسباني والجماعة الإسلامية في لإسبانيا، وهن منظمتان اسلامياتان ومقرهما في غرناطة في إسبانيا،
إنتشر الإسلام مع الداعية الإسباني محمد نافع (و اسمه سابقا أوريليانو بيريز) حيث دخل ولاية تشياباس بعد فترة وجيزة من انتفاضة الزاباتيستا وأنشأ جماعة في مدينة سان كريستوبال، وهو حاليا أمير المجتمع الإسلامي في المكسيك، ومنذ ذلك الحين جاءت تقارير عن إسلام السكان الأصليين من المايا والتزولزيل.
وعبر الرئيس فيسينتي فوكس عن مخاوفه بشأن تأثير الأصولية والاتصالات الممكنة للزاباتيستا والمنظمة الإرهابية الباسكية وطن الباسك والحرية (ETA)، ولكن يبدو أن المسلمين الجدد ليس لديهم مصلحة في التطرف السياسي.
في سان كريستوبال، أنشأ المرابطون مطعم للبيتزا، وورشة نجارة ومدرسة قرآنية لتعليم الأطفال اللغة العربية وتعاليم الإسلام.
مؤخرا غادر معظم المسلمين المايا مجتمع المرابطون وانظمو للمركز الثقافي الإسلامي لمكسيكو، واسسو مدرسة إسلامية. وبنوا مسجد الكوثر في سان كريستوبال دي لاس كازاس.

## مساجد المكسيك
- مسجد سورييا في توريون، كواويلا.

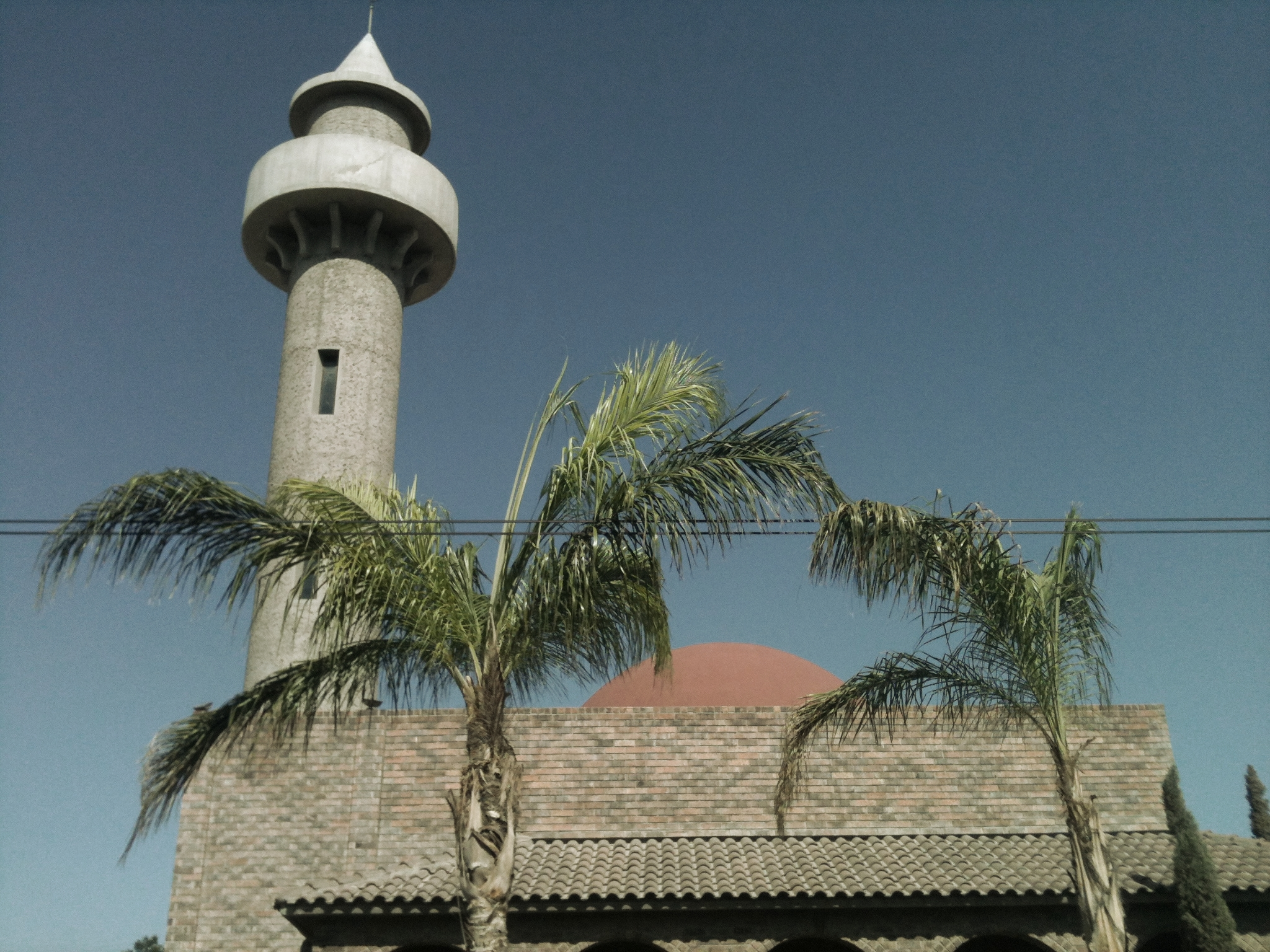
أول مسجد في مكسيكو

- مسجد دار السلام في تيكيسكيتينجو، موريلوس.
- مسجد بقاء الطهارة في كوميتان، شياباس.
- مسجد الكوثر في سان كريستوبال دي لاس كاساس، شياباس.
- مسجد المدينة المنورة القاعدة في سان كريستوبال دي لاس كاساس، شياباس
- المصلى تلاكسكالا 30 سان كريستوبال دي لاس كاساس، شياباس
- مسجد المرابطون سان كريستوبال دي لاس كاسا، شياباس
- المسجد السلفي محمد بن عبد الوهاب في مكسيكو المدينة.
- مسجد أهل البيت، كولونيا روما مكسيكو سيتي[10]
- ميزكيتا / التكايا دي لا سام خالفيتي يراخي معهد لوز لوز سوبري في مكسيكو سيتي.
- مسجد عمر، شواطئ المركز الإسلامي تيخوانا، باخا كاليفورنيا والمكسيك.[11]
- مسجد الحكمة سيوداد دي مكسيكو، أراغون، المكسيك.[12]
- مسجد إقليدس إقليدس 25، العقيد أنزورس، بولانكو، سيوداد دي مكسيكو

## وصلات خارجية
- KUSUMO, Fitra Ismu, "Islam en el Mexico Contemporaneo", Tesis de Maestria, Escuela Nacional Antropologia e Historia 2004, Mexico ENAH-INAH. (بالإسبانية) Laman buku Google
- Mexico Discovers Islam, Michelle Al-Nasr
- Centro Salafi de México
- Bayt ul Islam de Guadalajara, Mexico